# Fontana delle Tartarughe w Rzymie
Fontana delle Tartarughe (pol. Fontanna żółwi) – renesansowa fontanna w rzymskim rione Sant’Angelo z końca XVI wieku.

## Lokalizacja
Fontanna znajduje się na niewielkim placu Mattei. W XVI wieku był to placyk otoczony zabudowaniami należącymi do potężnej rodziny Matteich.

## Historia
W 1570 ukończono prace przy odrestaurowanym akwedukcie miejskim Aqua Virgo, którym doprowadzono wodę do gęsto zaludnionych dzielnic Rzymu na terenie Campo Marzio. Zaplanowano budowę nowych fontann, z których jedna miała zostać wzniesiona na nieistniejącej dzisiaj Piazza Giudia. Muzio Mattei, zobowiązując się do utrzymywania w czystości fontanny i wyłożenia kamieniem jej otoczenia, wpłynął na przeniesienie lokalizacji na plac przed swoją rezydencją. Fontanna prawdopodobnie powstała według projektu Giacomo della Porta w 1581. Prace rzeźbiarskie powierzono Taddeo Landiniemu. Artysta miał wykonać czterech efebów i osiem delfinów. Prace ukończono w 1588. Umieszczono tylko cztery delfiny, gdyż słabe ciśnienie nie pozwalało na większą rozbudowę monumentu. Pozostałe cztery delfiny użyto przy budowie Fontana della Terrina, znajdującej się początkowo na Campo de’ Fiori, a obecnie na placu przy kościele Chiesa Nuova. Żółwie zostały dodane w 1658 na życzenie papieża Aleksandra VII. Ich wykonanie przypisywane jest Berniniemu i Sacchiemu. Oryginalne żółwie znajdują się w Muzeach Kapitolińskich.

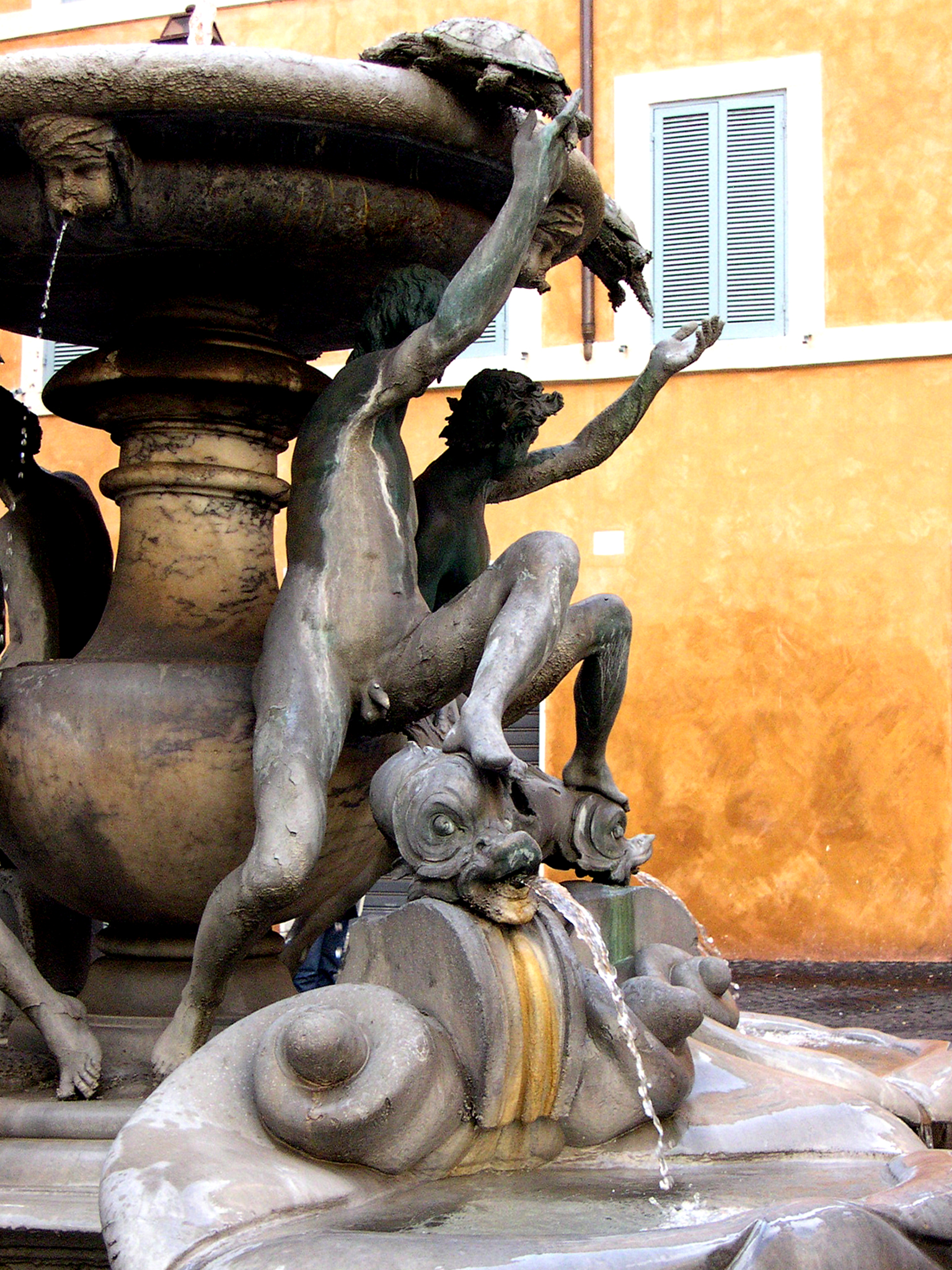
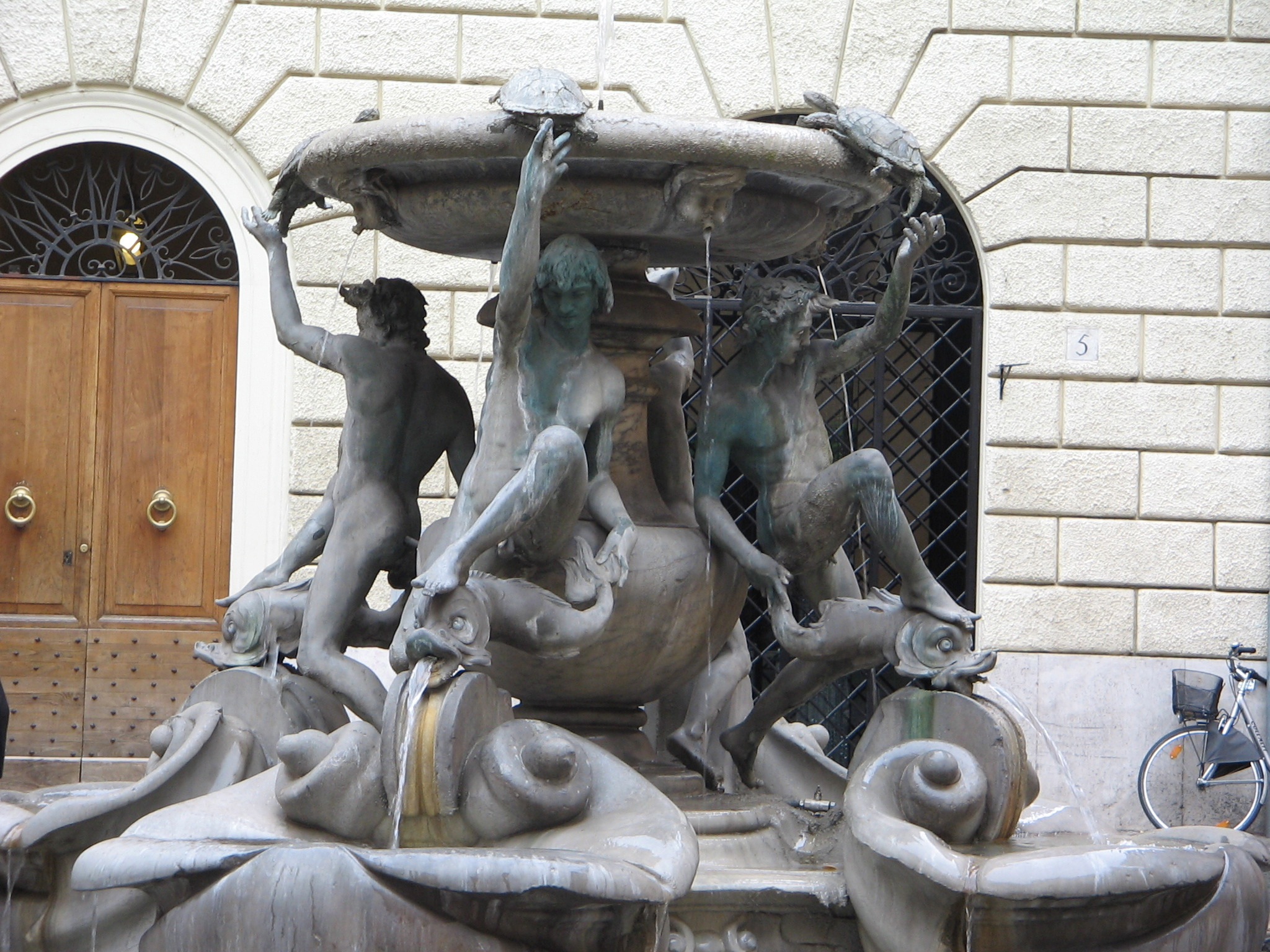
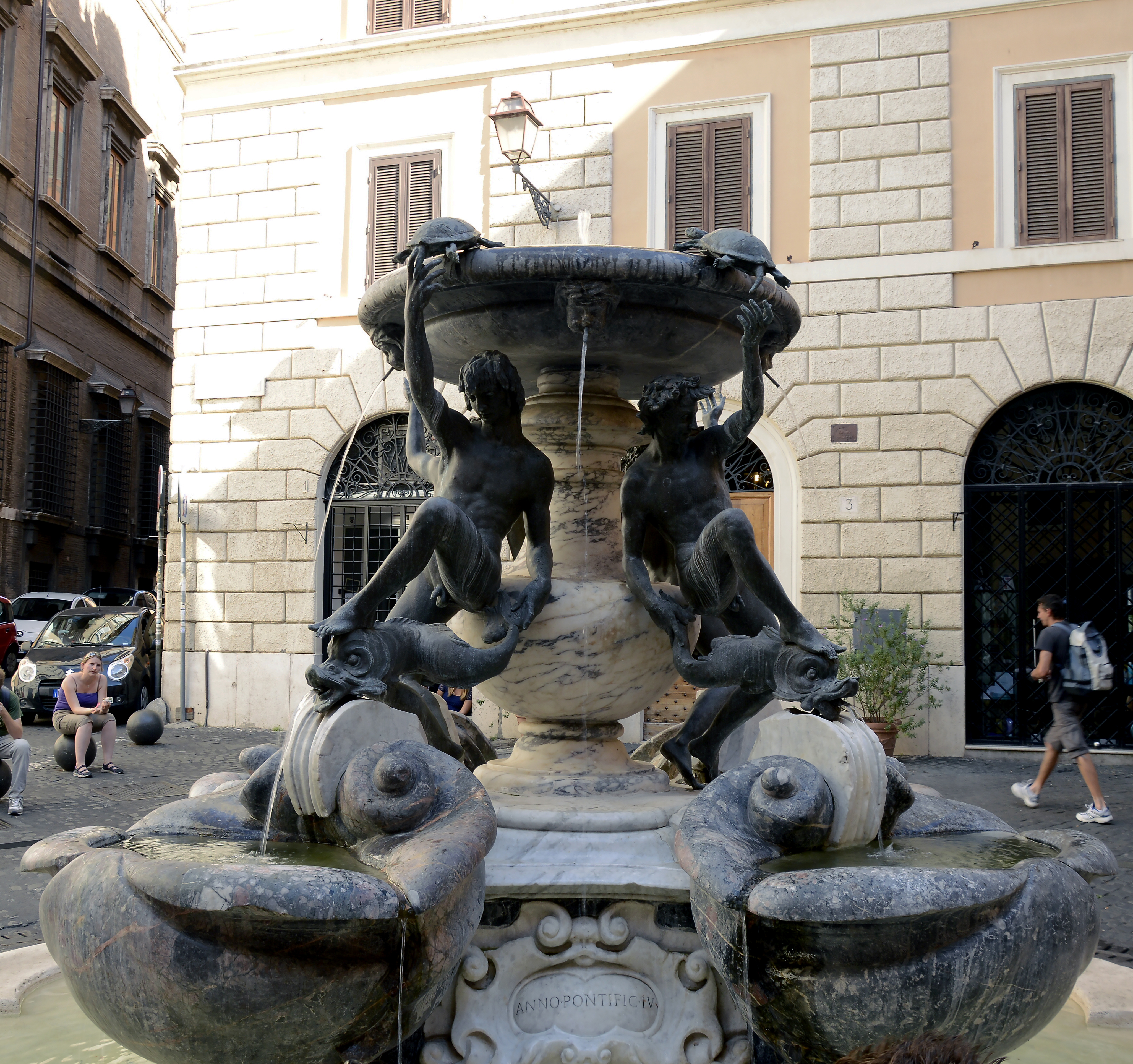
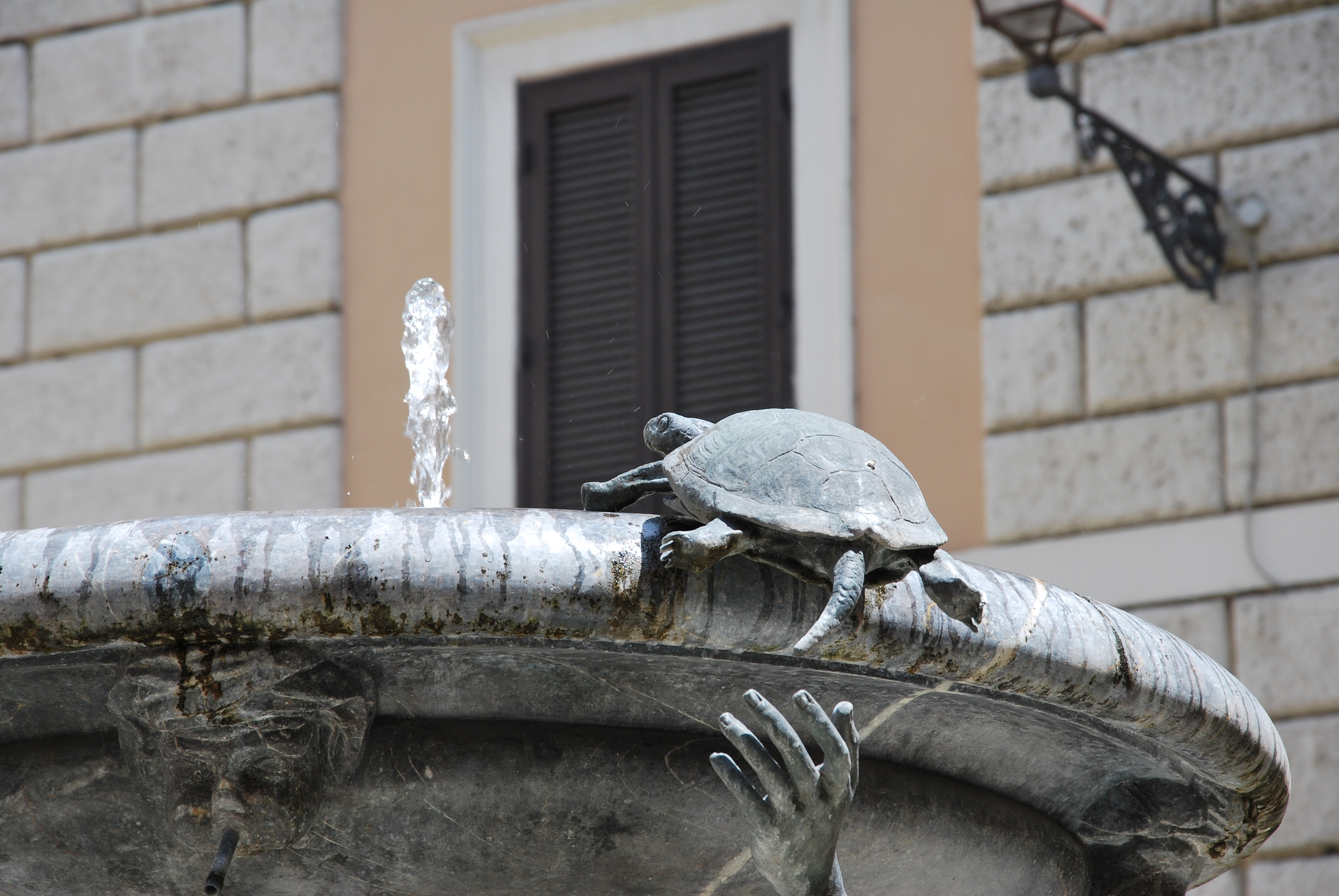